# Michael Anderson (koszykarz)
Michael Levin Anderson (ur. 23 marca 1966 w Filadelfia) – amerykański koszykarz występujący na pozycji rozgrywającego.

## Osiągnięcia
Na podstawie, o ile nie zaznaczono inaczej.
NCAA
- Uczestnik rozgrywek turnieju NCAA (1986)
- Zawodnik roku konferencji East Coast (1986, 1988)
- Laureat nagrody - CAA Men's Basketball Legend (2008)
- Mistrz:
  - turnieju konferencji East Coast (1986)
  - sezonu regularnego East Coast (1986)
- Zaliczony do:
  - Galerii Sław Sportu uczelni Drexel (2001)
- Drużyna Drexel Dragons zastrzegła należący do niego numer 10

Drużynowe
- Mistrz Turcji (1998)
- Wicemistrz:
  - Europejskiego Pucharu Zdobywców Pucharów (1990)
  - Hiszpanii (1996)
- 3. miejsce podczas mistrzostw Hiszpanii (1990)
- Finalista superpucharu Turcji (1998)

Indywidualne
(* – nagrody przyznane przez portal eurobasket.com)
- MVP:
  - hiszpańskiej ligi ACB (1996)
  - USBL (1991)
  - miesiąca ACB (luty, marze 1996)
  - kolejki ACB (27 - 1992/1993, 17 - 1994/1995, 5, 20, 21, 24, 26, 27, 33 - 1995/1996, 6, 17, 18, 21, 22- 1996/1997)
- Zaliczony do:
  - I składu:
    - CBA (1994)
    - debiutantów CBA (1989)
    - USBL (1991, 1992)
    - defensywnego USBL (1991, 1992)
- Uczestnik meczu gwiazd ligi:
  - hiszpańskiej (1993)
  - CBA (1994)
- Lider w:
  - asystach:
    - Euroligi (1997)
    - USBL (1991)
    - ligi tureckiej (1999)[3]

  - przechwytach:
    - Euroligi (1997)
    - ligi hiszpańskiej (3,1 – 1995, 2,5 – 1996)[4][5]
    - CBA (1994)
    - USBL (1991)